# Kalkopiritcsoport
A kalkopiritcsoport A II.Szulfidok és rokon vegyületek ásványosztályban önálló csoportot alkot. A csoportba tartoznak a tetragonális rendszerben kristályosodó szulfid és szelenoid magas fémtartalmú ásványok, melyeknek általános képlete:
ABC2, ahol A= Ag, Cu  a B=Fe,Ga, In míg a C= S,Se. A fémtermékekre káros szulfid (szelenoid) pörköléssel könnyen eltávolítható, amit általában aprítás, törés után viszonylag alacsony hőmérsékleten forgódobos kemencékben végeznek el önfenntartó reakció alatt. A kipárolgó S és Se tartalom, kicsapatható és felhasználható (pl: kénsav gyártás).

## A kalkopiritcsoport ásványai
- Eskebornit.  CuFe2+Se2.
- Sűrűsége:  5,35 g/cm³.
- Keménysége: 3,0-3,5  (a Mohs-féle keménységi skála szerint).
- Színe: bronzszínű.
- Fénye: fémfényű.
- Átlátszósága:  átlátszatlan.
- Pora:  fekete.
- Különleges tulajdonsága: mágnesezhető.
- Kémiai összetétele:
- Vas (Fe) =20,1%
- Réz (Cu) =22,9%
- Szelén (Se) =57,0%

- Gallit.  CuGaS2.
- Sűrűsége:  4,2 g/cm³.
- Keménysége: 3,0-3,5  (a Mohs-féle keménységi skála szerint).
- Színe: szürke.
- Fénye: fémfényű.
- Átlátszósága:  átlátszatlan.
- Pora:  szürkésfekete.
- Kémiai összetétele:
- Gallium (Ga) =35,3%
- Réz (Cu) =32,2%
- Kén (S) =32,5%

- Kalkopirit.

- Laforetit.  AgInS2.
- Sűrűsége:  4,93 g/cm³.
- Keménysége: 3,0  (a Mohs-féle keménységi skála szerint).
- Színe: barna.
- Fénye: fémfényű.
- Átlátszósága:  átlátszatlan.
- Pora:  csokoládébarna
- Kémiai összetétele:
- Ezüst (Ag) =37,6%
- Indium (In) =40,0%
- Kén (S) =22,4%

- Lenait.  AgFe3+S2.
- Sűrűsége:  4,57 g/cm³.
- Keménysége: 4,5  (a Mohs-féle keménységi skála szerint).
- Színe: szürke.
- Fénye: fémfényű.
- Átlátszósága:  átlátszatlan.
- Pora:  sötétszürke.
- Kémiai összetétele:
- Vas (Fe) =24,5%
- Ezüst (Ag) =47,3%
- Kén (S) =28,2%

- Roquesit.  CuInS2.
- Sűrűsége:  4,8 g/cm³.
- Keménysége: 3,5-4,0  (a Mohs-féle keménységi skála szerint).
- Színe: fémszürke.
- Fénye: fémfényű.
- Átlátszósága:  átlátszatlan.
- Pora:  sötétszürke.
- Kémiai összetétele:
- Indium (In) =47,3%
- Réz (Cu) =26,2%
- Kén (S) =26,5%